# Маккензи, Билли
Билли Маккензи (англ. Billy Mackenzie; 27 марта 1957, Данди — 22 января 1997, Ангус) — шотландский певец и автор песен, был вокалистом группы The Associates.

## Биография
Маккензи родился 27 марта 1957 года в Данди (Шотландия).
В юности он путешествовал по Новой Зеландии и США. В 1976 году Маккензи сформировал группу под названием Ascorbic Ones, которая позже стала известна как The Associates. Группа изменяла состав, и Маккензи продолжал работать под этим названием до 1990-х годов. Он заявил о своей бисексуальности в 1994 году.
Хотя он не делал публичных заявлений о своей гендерной идентичности, его часто видели в разных нарядах.
22 января 1997 года Маккензи покончил с собой в возрасте 39 лет, приняв передозировку парацетамола и рецептурных лекарств. Это произошло в садовом сарае дома его отца в Охтерхаусе, Ангус. Предполагается, что его депрессия и смерть матери способствовали самоубийству

## Дискография
Ниже представлен список альбомов его группы
- The Affectionate Punch (1980)
- Fourth Drawer Down (1981)
- Sulk (1982)
- Perhaps (1985)
- Wild and Lonely (1990)
- The Glamour Chase (2002)

## Cольная дискография
- Outernational (1992)
- Beyound the Sun (1997)
- Eurocentric (2002)
- Authermatic (2005)
- Transmissin Impossible (2005)